# William Lind
William Reinhold Lind, född 3 november 1911 i Fristads församling, Älvsborgs län, död 10 april 1995 i Bollnäs församling, Gävleborgs län, var en svensk kapellmästare, kompositör och musikarrangör.

## Biografi
William Lind var son till musikfanjunkaren vid Älvsborgs regemente Erik Lind och Naëmi Nilsson. Han studerade vid Stockholms musikkonservatorium under åren 1933–1936. 
Lind debuterade som kafépianist vid 13 års ålder och ledde fyra år senare orkestern hos Boråsrevyn. Han avlade organistexamen vid Musikaliska akademien 1936, och efter några år som restaurangmusiker anställdes han 1943 som pianist av Radiotjänst och blev 1945 ledare för den populära 'Kabaretorkestern', senare även för radions 'Underhållningsorkestern' fram till 1964.
År 1959 fick han uppdraget som musikchef hos Sveriges Television.  William Lind har, inte minst med sin arrangörskonst, bidragit till att svensk populärmusik fått ett uppmärksammat liv inom svensk radio, TV och teater. 
Fram till sin pensionering 1976 arbetade han i olika orkestersammanhang. Det skämtsamma "Ute blåser sommarvind, inne spelar William Lind" härrör sig från en period när han medverkade i radio så gott som dagligen, ett citat från humortidskriften Blandaren. William Lind var en god pedagog och utrustad med absolut gehör. Hans signaturmelodi var "Life is nothing without music" av Fred Hartley, som spelades i ett raffinerat Lind-arrangemang.
Efter hans död 1995 bildades William Lind-sällskapet med syftet att verka i hans anda, liksom att med stipendier stödja unga musiker.
William Lind är begravd på Skogskyrkogården i Gävle.

## Filmografi i urval

### Musik
- 1956 – Gorilla – (En filmberättelse från Belgiska Kongo)
- 1956 – Island
- 1957 – Utan gränser
- 1964 – Tillsammans
- 1965 – Klart skepp till månen (En rymdmusical)

### Arrangemang
- 1944 – Hets
- 1956 – Johan på Snippen